# Duncan (Arizona)
Duncan is een plaats (town) in de Amerikaanse staat Arizona, en valt bestuurlijk gezien onder Greenlee County.

## Demografie
Bij de volkstelling in 2000 werd het aantal inwoners vastgesteld op 812.
In 2006 is het aantal inwoners door het United States Census Bureau geschat op 732, een daling van 80 (-9,9%).

## Geografie
Volgens het United States Census Bureau beslaat de plaats een oppervlakte van
6,6 km², geheel bestaande uit land. Duncan ligt op ongeveer 1137 m boven zeeniveau.

## Plaatsen in de nabije omgeving
De onderstaande figuur toont nabijgelegen plaatsen in een straal van 64 km rond Duncan.